# Eva Tinschmann
Eva Ilse Tinschmann (* 19. April 1893 in Königsberg (Preußen); † 10. August 1978 in Bayern) war eine deutsche Schauspielerin.

## Leben
Die ostpreußische Kaufmannstochter erhielt eine Gesangs- und Schauspielausbildung und trat ihr erstes Festengagement 1922 am Nelson-Theater in Berlin an. Auch in den kommenden Jahren blieb sie dieser Revue- und Komödienbühne treu, wirkte aber auch an den Saltenburg-Bühnen und am Trianon-Theater der deutschen Hauptstadt.
Ab Mitte der 1930er Jahre kamen zahlreiche Angebote vom Film hinzu. Bis kurz vor Kriegsende war Eva Tinschmann eine vielbeschäftigte Chargendarstellerin. Sie deckte faktisch das gesamte Fach der Nebenrollen ab: Tinschmann spielte eine Haushälterin (Reise in die Vergangenheit) ebenso wie eine Krankenschwester (Arzt aus Leidenschaft), eine Köchin (Diener lassen bitten) wie eine Gesellschafterin (Der zweite Schuß), eine Souffleuse (Kleine Residenz) wie eine Arzthelferin (Damals).
Nach dem Ende der Zeit des Nationalsozialismus zog sie sich mit ihrem Mann Walter Zerlett-Olfenius nach Roßhaupten im Allgäu zurück.

## Filmografie
- 1932: Baby
- 1936: Arzt aus Leidenschaft
- 1936: Diener lassen bitten
- 1936: Moral
- 1936: Schlußakkord
- 1936: Truxa
- 1936: Sein bester Freund
- 1936: Skandal um die Fledermaus
- 1937: Sherlock Holmes
- 1937: Die göttliche Jette
- 1937: Fremdenheim Filoda
- 1937: Revolutionshochzeit
- 1937: Streit um den Knaben Jo
- 1937: Kapriolen
- 1937: Florentine
- 1937: Ab Mitternacht
- 1938: Es leuchten die Sterne
- 1938: Narren im Schnee
- 1938: Scheidungsreise
- 1938: Verliebtes Abenteuer
- 1938: Das Leben kann so schön sein
- 1939: Die Geliebte
- 1939: Robert und Bertram
- 1939: Zwölf Minuten nach Zwölf
- 1939: Schneider Wibbel
- 1939: Die goldene Maske
- 1939: Meine Tante – Deine Tante
- 1939/41: Frauen sind doch bessere Diplomaten
- 1940: Mädchen im Vorzimmer
- 1940: Meine Tochter tut das nicht
- 1941: Der dunkle Punkt
- 1941: Über alles in der Welt
- 1941: Venus vor Gericht
- 1941: Der scheinheilige Florian
- 1941: Sein Sohn
- 1942: Kleine Residenz
- 1943: Der zweite Schuß
- 1943: Damals
- 1943: Reise in die Vergangenheit
- 1943/47: Spuk im Schloß
- 1944: Seine beste Rolle